# لی‌لی (فیلم)
لی‌لی (به انگلیسی: Lili) نام فیلمی است که در سال ۱۹۵۳ به کارگردانی چارلز والترز ساخته شد. این فیلم موفق شد جایزه اسکار بهترین موسیقی فیلم را از آنِ خود کند.
لزلی کارون نیز موفق شد برای بازی در این فیلم برای دریافت جایزه اسکار بهترین بازیگر نقش اول زن نامزد شود.

## خلاصهٔ داستان
لزلی کارون نقشِ دختر یتیم و سادهٔ فرانسوی‌ای را بازی می‌کند که رابطهٔ عاشقانه‌ای با مدیر یک کارناوال عروسک‌گردانی برقرار می‌کند.